# Aubérive

Aubérive este o comună în departamentul Marne, Franța. În 2009 avea o populație de 204 de locuitori.